# Niezabyszewo (przystanek kolejowy)
Niezabyszewo – dawna stacja kolejowa nieistniejącej linii kolejowej Bytów – Miastko w Niezabyszewie (niem. Damsdorf), obecnie w województwie pomorskim, w Polsce.